# Conceição das Alagoas
Conceição das Alagoas é um município brasileiro do interior do estado de Minas Gerais, Região Sudeste do país. Possui uma área de 1 340,250 km² e está situado na microrregião de Uberaba. Em 2022 sua população foi recenseada em  28 381 habitantes e em 2024 foi estimada em 29 949 habitantes.

## História
A história do município de Conceição das Alagoas teve seu começo com a chegada, na região, do  bandeirante  João Batista de Siqueira, por volta do ano de 1811. Antes o lugar  era ocupada pelos índios Caiapós. Os desbravadores instalaram-se em uma fazenda chamada Alagoas. Em 1851, quando um valioso diamante foi  encontrado perto de uma cachoeira do Rio Uberaba, por um  fazendeiro chamado José de Souza Lima, começou na região a lavra em busca da pedra preciosa. Com isso uma grande afluência  de pessoas vieram para o recém descoberto  garimpo, o que  contribuiu para o crescimento do povoado que passou a fazer parte do Distrito de Nossa Senhora das Dores do Campo Formoso. Em 1856 foi construída a primeira igreja; o primeiro capelão foi o  padre Felício Joaquim da Silva Miranda. Em 1869 Conceição das Alagoas foi elevada a Distrito Policial e a Freguesia de Nossa Senhora de Conceição das Alagoas que passou a pertencer à Uberaba em 1878.  O município de Conceição das Alagoas foi criado em 1938, quando emancipou-se de Uberaba. Em 1954, passou a ser Comarca com a criação do Judiciário. Com o esgotamento do garimpo de diamantes, a  fabricação de tijolos, a criação de gado e a agricultura de soja, milho, sorgo e outros, passaram a constituir a base econômica do Município. Em virtude deste ter suas origens na atividade de extração de diamantes, recebeu primeiramente o nome Garimpo das Alagoas. Deste então os cidadãos nascidos nesta localidade recebem o gentílico de "garimpenses" - isto é, são chamados, "garimpenses".
A cidade recebe o nome de Conceição das Alagoas em homenagem à sua padroeira Nossa Senhora da Imaculada Conceição e devido ao grande número de lagoas de água doce existentes no município.

## Emancipação
O vilarejo foi elevado à condição de freguesia em 21 de outubro de 1878 pela Lei Provincial 2464, e confirmada pela Lei Estadual número 2 de 14 de setembro de 1891. Até 17 de dezembro de 1938, Conceição das Alagoas era distrito de Uberaba, nesta data foi criado o município de Conceição das Alagoas pelo Decreto Lei estadual número 88.

## Demografia
- Censo 1970 - 12.024 habitantes
- Censo 1980 - 13.552 habitantes
- Censo 1991 - 14.054 habitantes
- Censo 2000 - 17.174 habitantes
- Censo 2010 - 23.055 habitantes
- Censo 2022 - 28.381 habitantes
- 2024: 29.949 habitantes (estimativa)

fonte: IBGE
De acordo com o censo realizado pelo IBGE em 2010, sua população é de 23.055 habitantes, um crescimento de 34% em relação ao censo de 2000. com uma área de 1.352,2 km² sua densidade demográfica é de 17,01 hab/km².
A população esta dividida em:
- 14.470 homens
- 13.911 mulheres

População urbana
- 20.892 pessoas

População Rural
- 2.163 pessoas

Total de domicílios particulares'
- 7993 unidades

Fonte: IBGE, Primeiros Resultados do Censo 2010

## Eleitorado
- Número de eleitores: 16.471 (Fevereiro 2011)
- Número de eleitores: 17.661 (Agosto de 2012)
- Número de eleitores: 19.553 (Setembro de 2016)
- Número de eleitores: 20.281 (Setembro de 2024)
- Seções eleitorais: 54[9]

## Economia

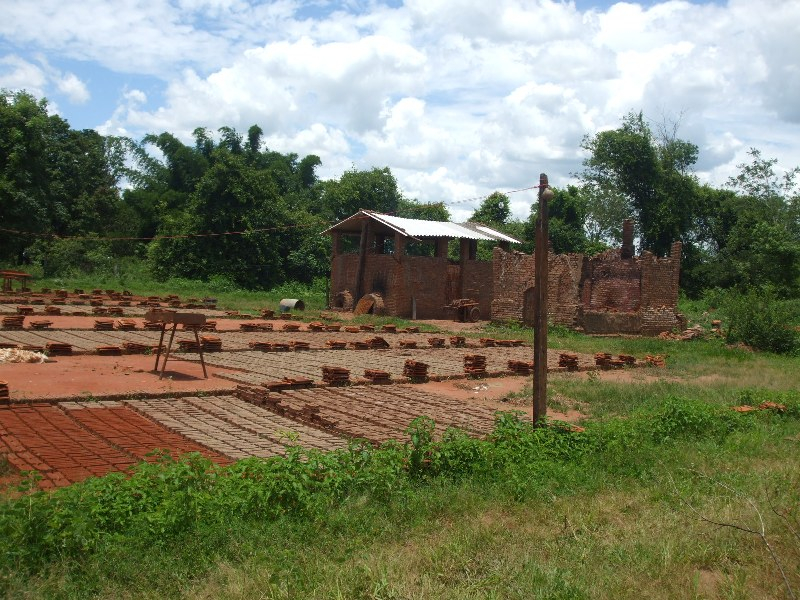
Forno tradicional de tijolos

O município sempre se dedicou à pecuária de leite e corte e a fabricação de tijolos em suas inúmeras olarias mas, de meados da década de 1990, as culturas de soja e cana-de-açúcar vêm conquistando o espaço antes dominado pelo gado bovino. O município possui uma usina de álcool e açúcar do grupo Carlos Lyra e a Usina Hidroelétrica Volta Grande.

## Turismo

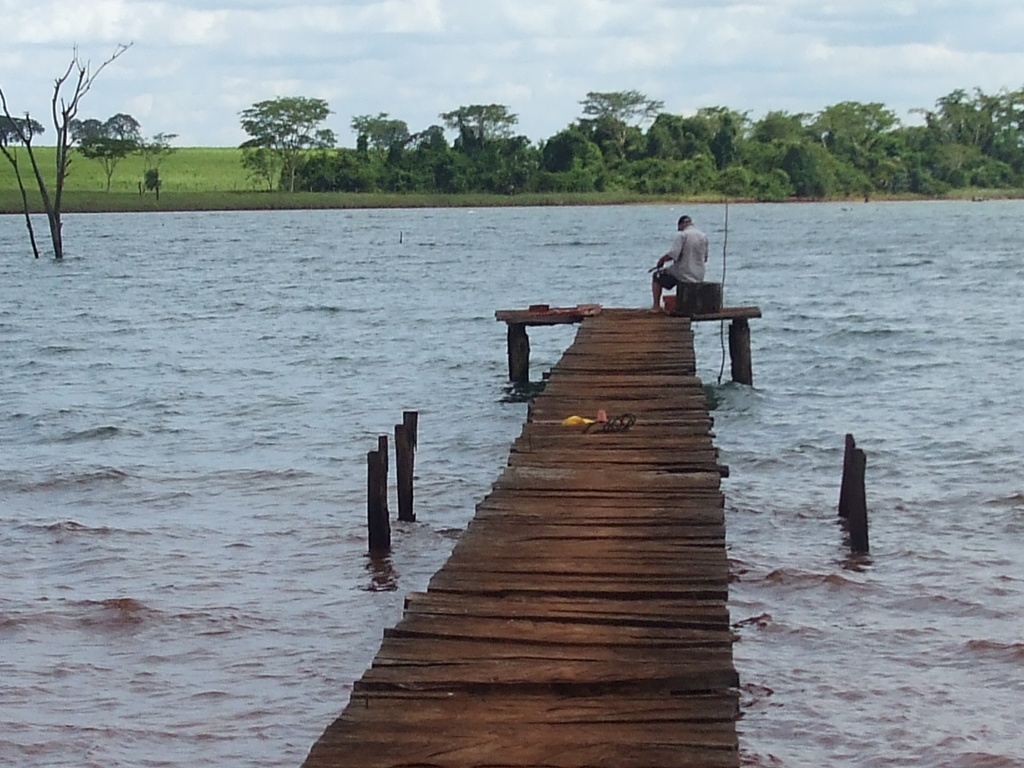
Turismo rural, pesca

O município faz parte da Associação dos Municípios de Interesse da Alta Mogiana.

## Transportes

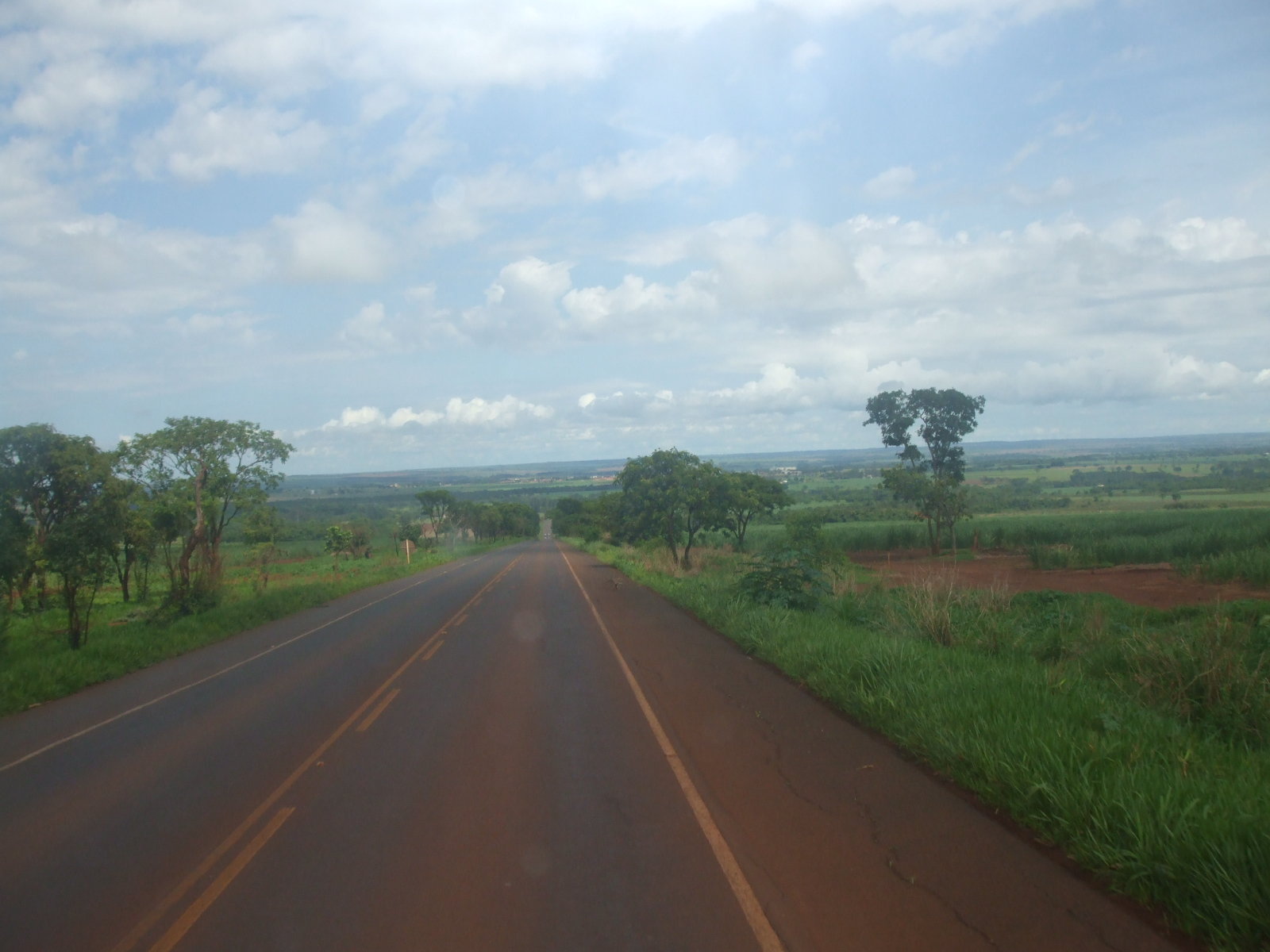
MG 427

A cidade é ligada a outras regiões do país pela MG 427, rodovia que dá acesso ao Interior de São Paulo, também liga a cidade a BR 050 e Uberaba e ao pontal do Triângulo mineiro ligando também a BR 153 A transbrasiliana e pela BR 262.